# Матузов, Николай Игнатьевич
Николай Игнатьевич Матузов (19 октября 1928, Краснофлотское, СССР — 10 июля 2018, Саратов, Россия) — советский и российский учёный-правовед, специалист в области теории государства и права, доктор юридических наук, профессор, Заслуженный деятель науки Российской Федерации.

## Биография
Николай Игнатьевич Матузов родился 19 октября 1928 года в селе Краснофлотское Старокриушанского (ныне Петропавловского) района Воронежской области в крестьянской семье. Рано потеряв родителей, вместе с братьями воспитывался старшей сестрой.
- 1945 год — 1950 год — окончание школы фабрично-заводского обучения, работа на стройках Воронежа.
- 1950 год — 1956 год — служба в армии (Западная группа войск в Германии).
- 1956 год — 1960 год — учёба в Саратовском юридическом институте им. Д. И. Курского.
- 1960 год — по рекомендации профессора И. Е. Фарбера был оставлен в институте для преподавательской деятельности.
- 1960 год — 2018 год — прошёл все служебные ступени вузовской системы — преподаватель, старший преподаватель, доцент, профессор.
- 1964 год — находясь в целевой аспирантуре юридического факультета Ленинградского государственного университета, защитил под научным руководством члена-корреспондента РАН Д. А. Керимова кандидатскую диссертацию на тему «Субъективные права граждан СССР».
- 1966 год — 1974 год — декан вечернего факультета Саратовского юридического института.
- 1971 год — 1972 год — и. о. проректора по учебной работе Саратовского юридического института.
- 1973 год — защите докторской диссертации на тему «Теоретические проблемы субъективного права» в Харьковском юридическом институте.
- 1974 год — 1984 год — проректор по научной работе Саратовского юридического института.
- 2000 год — 2002 год — по совместительству заместитель директора по научной работе Саратовского филиала Института государства и права РАН.

Умер 10 июля 2018 года в Саратове.

## Семья и родственники
- Супруга — Матузова Анна Фёдоровна.
- Сестра — Матузова Марина Игнатьевна (1 января 1917—2000), в последние годы жила в г. Златоуст Челябинской области[1]
- Братья: Матузов Андрей Игнатьевич (12 августа 1919, с. Красный флот — 9 августа 1994, Одесса) — ветеран Великой Отечественной войны, старший инженер по экспорту завода «Холодмаш» (Одесса)[2], Иван, Тихон.

## Награды
- Орден «Знак Почёта» (1981)
- Медаль ордена «За заслуги перед Отечеством» II степени (1999)[3]
- Медаль «За трудовую доблесть»
- Медаль «Ветеран труда»
- Заслуженный деятель науки Российской Федерации (1995)[4]
- Почетный работник высшего профессионального образования Российской Федерации

## Основные работы
Автор более 200 научных публикаций.

### Биография
- Памяти учёного // Вестник СГЮА : научный журнал. — Саратов: Издательство СГЮА, 2018. — № 4 (123). — С. 263—264.

### Рецензии и анализ взглядов
- Алексеев С. С., Русинов Р. К. Н. И. Матузов. Правовая система и личность. Изд-во Саратовского ун-та. 1987. 293 с.: (Рецензия) // Правоведение : журнал. — 1988. — № 4. — С. 107—108.
- Воеводин Л. Д. Матузов Н. И. Личность, права, демократия. Теоретические проблемы субъективного права. — Саратов: Изд-во Сарат. ун-та, 1972. — 290 с.: (Рецензия) // Советское государство и право : журнал. — 1973. — № 11. — С. 145—147.
- Добрынин Н. М. К вопросу о практической полезности философии права: заметки на тему по прочтении книги: Н. И. Матузов, Н. В. Ушанова. Возможность и действительность в российской правовой системе. Саратов: Изд-во ГОУ ВПО «Саратовская государственная академия права», 2010. 392 с. // Государство и право : журнал. — 2012. — № 2. — С. 123—124.
- Добрынин Н. М. О сущности правового нигилизма и правового идеализма: антропология права и взгляды Н. И. Матузова // Государство и право : журнал. — 2015. — № 12. — С. 80—92.
- Качановский Ю. В. Кто виноват? и Что делать?: Н. И. Матузов. Актуальные проблемы теории права. Издательство Саратовской государственной академии права. 2003. 26 а.л.: (Рецензия) // Право и политика : журнал. — 2004. — № 9 (57). — С. 148—150.
- Летяев В. А., Сенякин И. Н. Н. И. Матузов. Актуальные проблемы теории права. Саратов : Издательство Саратовской государственной академии права, 2003.: (Рецензия) // Новая правовая мысль : журнал. — 2003. — № 2 (3). — С. 60—63.
- Никитина О. В. Речевой портрет современного учёного-правоведа (на примере научных текстов Н. И. Матузова) // Право и его реализация в XXI веке: сборник научных трудов (по материалам Международной научно-практической конференции, посвященной 80-летию Саратовской государственной юридической академии, Саратов, 29-30 сентября 2011 г.). — Саратов: СГЮА, 2011. — С. 186—187.
- Рыбаков В. А. Матузов Н. И. Правовая система и личность. Саратов: Изд-во Саратовского ун-та, 1987, 294 с.: (Рецензия) // Советское государство и право : журнал. — 1988. — № 5. — С. 141—143.
- Научная школа профессора Н. И. Матузова «Теория субъективных прав личности» // Правоведение : журнал. — 2011. — № 2. — С. 6—8.